# Цыгановцы
Цыгановцы (укр. Циганівці) — село в Баранинской сельской общине Ужгородского района Закарпатской области Украины.
Население по переписи 2001 года составляло 416 человек. Почтовый индекс — 89499. Занимает площадь 0,16 км².